# Joaquín Achúcarro

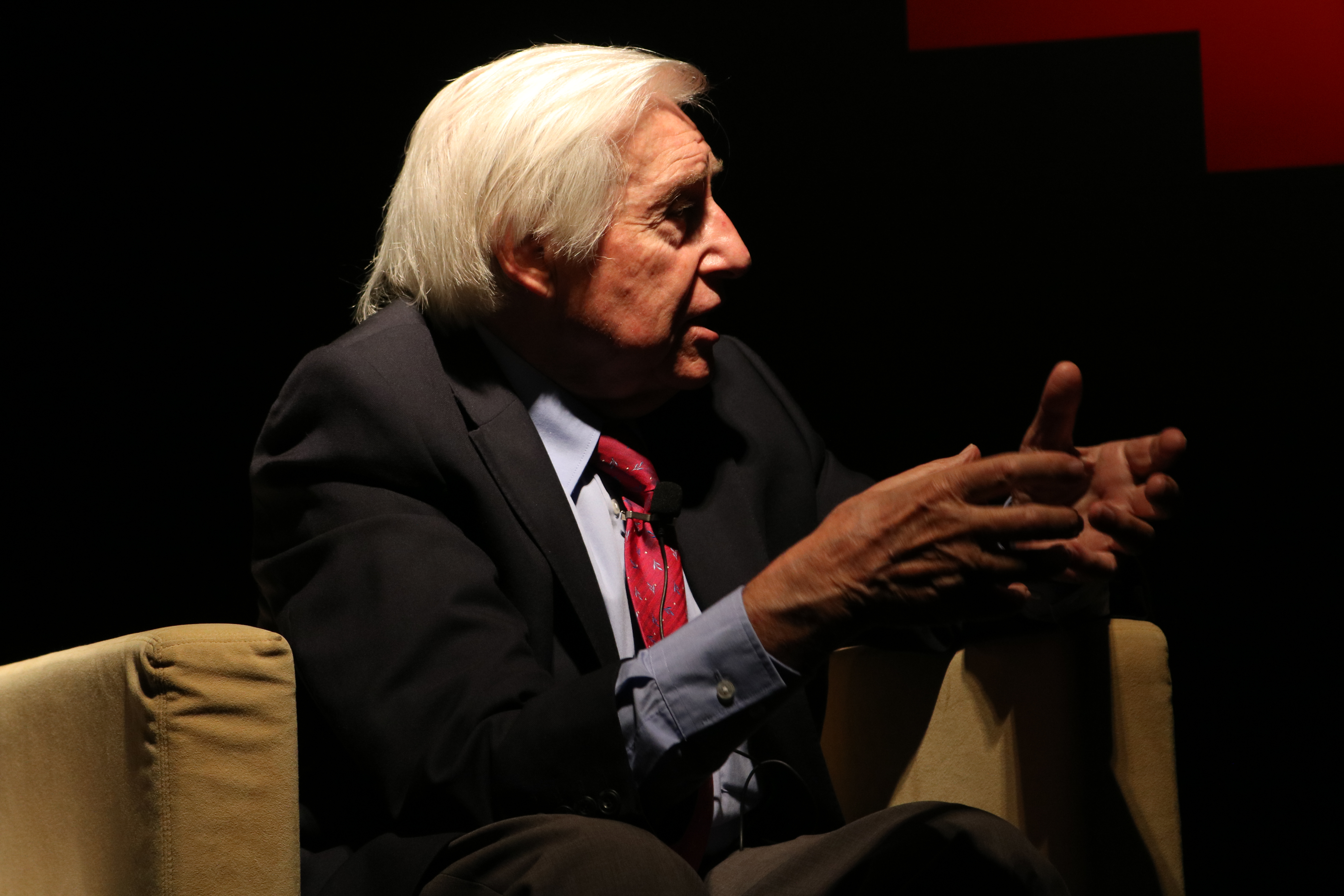
Joaquín Achúcarro, 2019

Joaquín Achúcarro (* 1. November 1932 in Bilbao) ist ein spanischer Pianist und Musikpädagoge.

## Familie und Ausbildung
Achúcarro wurde als Sohn eines Augenarztes in Bilbao geboren und wuchs dort zur Zeit des spanischen Bürgerkriegs auf. Der Vater spielte auf sehr gutem Niveau Klavier. Schon früh erhielt Achúcarro Klavierunterricht, was ihn zunächst nicht sonderlich interessierte.
Dann besuchte er das Konservatorium in Bilbao. Mit dreizehn Jahren gab er am 20. Mai 1946 anlässlich des 50. Jahrestags der Gründung der Philharmonischen Gesellschaft von Bilbao mit dem d-Moll-Klavierkonzert (KV 466) von Mozart sein Debüt als Pianist. Fünfzig Jahre zuvor hatte sein Großonkel das Konzert gespielt. An diesem Tag beschloss Achúcarro, Pianist zu werden.
Doch zunächst absolvierte er ein Physikstudium an der Universität Madrid. Nach seinem Diplom ging er nach Siena (Italien) und studierte dort an der (Accademia Musicale Chigiana). Er nahm Unterricht bei dem spanischen Pianisten und Orchesterdirigenten José Cubiles (1894–1971).
Schon vor dem 20. Lebensjahr gewann er die Long-Thibaud-Crespin-Wettbewerb und den Concours international d’exécution musicale de Genève.
1953 erhielt er den ersten Preis beim Internationalen Viotti-Musikwettbewerb und 1959 den vierten Preis des Internationalen Busoni-Klavierwettbewerbs.
Weiteren Klavierunterricht nahm er u. a. bei Walter Gieseking und Nikita Magaloff.
Einer der Pianisten, die ihn am stärksten beeinflusst haben, war nach eigener Aussage Artur Rubinstein (1887–1982).

## Karriere
Seine eigentliche berufliche Karriere begann, nachdem er 1959 beim Internationalen Klavierwettbewerb in Liverpool  mit dem Klavierkonzert von Schumann und der Rhapsodie über ein Thema von Paganini von Rachmaninow den ersten Preis davontrug. Darauf debütierte er mit dem London Symphony Orchestra in der Royal Festival Hall in London.
Es folgte eine langjährige internationale Laufbahn als Konzertpianist. Er spielte u. a. mit den Berliner Philharmonikern, den New Yorker Philharmonikern und dem Chicago Symphony Orchestra, dem Birmingham Symphony Orchestra wie auch dem Los Angeles Philharmonic, dem Royal Scottish National Orchestra und dem Orchestre National de France unter der Leitung von Claudio Abbado, Colin Davis, Riccardo Chailly, Zubin Mehta, Yehudi Menuhin, Seiji Ozawa, Sir Simon Rattle u. a. Als Solist und bei Klavierabenden war er zu Gast in der Carnegie Hall, der Avery Fisher Hall, dem Kennedy Center, der Mailänder Scala, dem Concertgebouw, dem Wiener Musikverein, beim RIAS Berlin, in der Royal Albert Hall, der Salle Pleyel, dem Sydney Opera House, der Yomiuri Hall in Tokio und dem Teatro Colón.
Ende der 1980er Jahre wurde Achúcarro auf den Joel-Estes-Tate-Lehrstuhl für Klavier an der Meadows School of the Arts der Southern Methodist University in Dallas (Texas) berufen.
Er unterrichtet bei den Internationalen Sommerkursen der Accademia Musicale Chigiana in Siena.
Im Juli 2021 gab er erneut einen Klavierabend beim Verbier Festival.
Achúcarro ist bekannt für seine Interpretationen der Werke von Brahms, Rachmaninow, Ravel, Schumann, Schubert, Chopin, Mussorgski, Debussy, Bartók und spanischer Komponisten wie etwa Manuel de Falla, Isaak Albéniz und Enrique Granados.
Sir Simon Rattle sagte von ihm: There is something special with Achúcarro. Very few musicians can extract this kind of sound from the piano. Und Zubin Mehta: I have only heard this sound from Rubinstein.
Achúcarro hat mehr als 30 CDs bei verschiedenen Labels aufgenommen.

## Auszeichnungen
In Spanien wurde Achúcarro mit mehreren Preisen geehrt. 1992 verlieh ihm die spanische Regierung den Premio Nacional de Música. 1996 wurde er von König Juan Carlos mit der jährlich vom spanischen Kulturministerium vergebenen  Medalla de Oro al mérito en las Bellas Artes ausgezeichnet. Weiter ist er Comendador (deutsch „Komtur“) des Real Orden de Isabel la Católica und Mitglied der Real Academia de Bellas Artes de San Fernando. Er ist Ehrenmitglied der Real Academia de Bellas Artes de Nuestra Señora de las Angustias von Grenada.
Bei der Eröffnung des Guggenheim-Museums in Bilbao spielte er am 18. Oktober 1997 im Beisein von König Juan Carlos vor 25.000 Gästen. Der Festakt wurde im Radio übertragen.
Im gleichen Jahr erhielt er den Premio Larios.
In Anerkennung seiner außerordentlichen künstlerischen Leistung ernannte ihn die UNESCO zum Artist for Peace 2000, die Stadt Bilbao zum Ehrenbürger.
2003 wurde ihm von König Juan Carlos das Großkreuz (spanisch Gran Cruz) des vom spanischen Außenministerium vergebenen (Orden del Mérito Civil) (deutsch Zivilverdienstorden) überreicht.
Von der baskischen Regierung erhielt er 2005 den Premio Universal Basque.

## Sonstiges
2008 gründete eine Gruppe von Einzelpersonen zusammen mit mehreren Instituten in Dallas (Texas) die Achúcarro-Stiftung, die sich zum Ziel setzt, das künstlerische und musikpädagogische Erbe Achúcarros zu bewahren und junge Pianisten bei ihrem Karrierestart zu unterstützen.

## Persönliches
Achúcarros Lebensgefährtin ist die spanische Pianistin Emma Jiménez (* 1940).